# Krasiłów

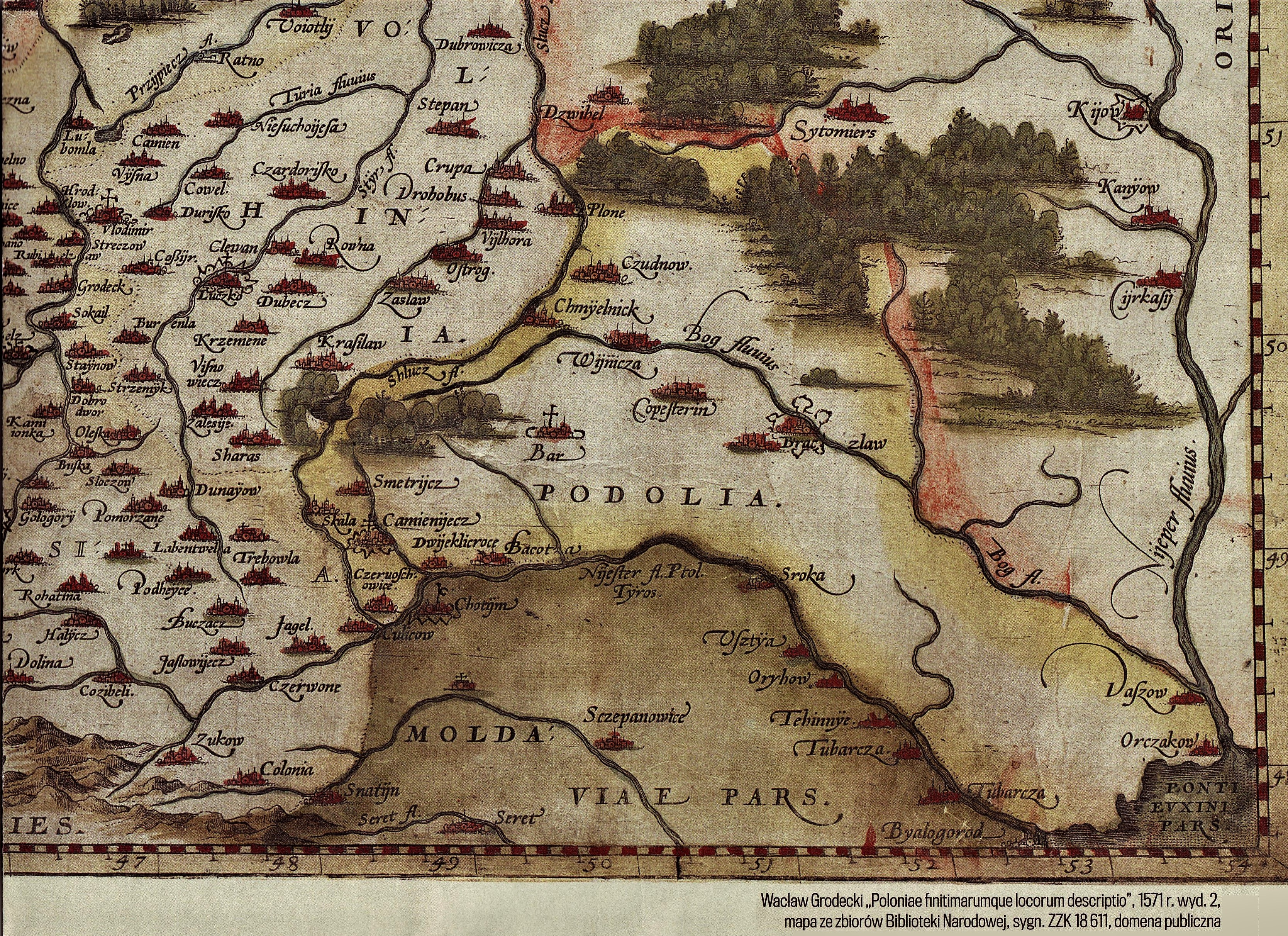
Miasto na mapie Wacława Grodeckiego, Poloniae finitimarumgue locarum descriptio

Krasiłów (ukr. Красилів) – miasto na Ukrainie, w obwodzie chmielnickim, w rejonie chmielnickim.
Znajduje tu się stacja kolejowa Krasiłów, położona na linii Szepetówka – Chmielnicki.

## Historia
Pierwsza wzmianka o miejscowości pochodzi z 1444.
Prywatne miasto szlacheckie, położone w województwie wołyńskim, w 1739 roku należało do klucza Krasiłów Lubomirskich. Niegdyś własność rodu Sapiehów herbu Lis, linii różańskiej: wojewody smoleńskiego Franciszka Ksawerego, a następnie po jego śmierci w 1808 – jego syna Mikołaja – polskiego ziemianina i wojskowego.
Od 1842 mieściła się tu duża cukrownia.
Podczas okupacji hitlerowskiej, 1 stycznia 1942 roku Niemcy utworzyli getto dla żydowskich mieszkańców. Przebywało w nim około 1000 osób. 12 września 1942 roku Niemcy zlikwidowali getto, a Żydów wywieziono do getta w Maniowcach. 
Status miasta posiada od 1964. Do 2020 siedziba władz rejonu krasiłowskiego.

## Demografia
W 1959 liczyło 10 522 mieszkańców.
W 1971 liczyło 13,5 tys. mieszkańców.
W 1989 liczyło 21 196 mieszkańców.
W 2013 liczyło 19 743 mieszkańców.

## Urodzeni w Krasiłowie
- Włodzimierz Dzwonkowski – historyk
- Jan Ksawery Kaniewski – malarz
- Włodzimierz Lizoń (1894–1939), major kawalerii Wojska Polskiego, kawaler Orderu Virtuti Militari
- Zygmunt Milewicz (1896–1985), major Wojska Polskiego, kawaler Orderu Virtuti Militari, cichociemny
- Ludwik Sendek (1902–2004), podpułkownik Wojska Polskiego
- Wacław Weker – architekt związany z Warszawą, wiceprezes Stow. Architektów Polskich, śmiertelnie ranny w Powstania warszawskiego podczas ataku na budynek PAST

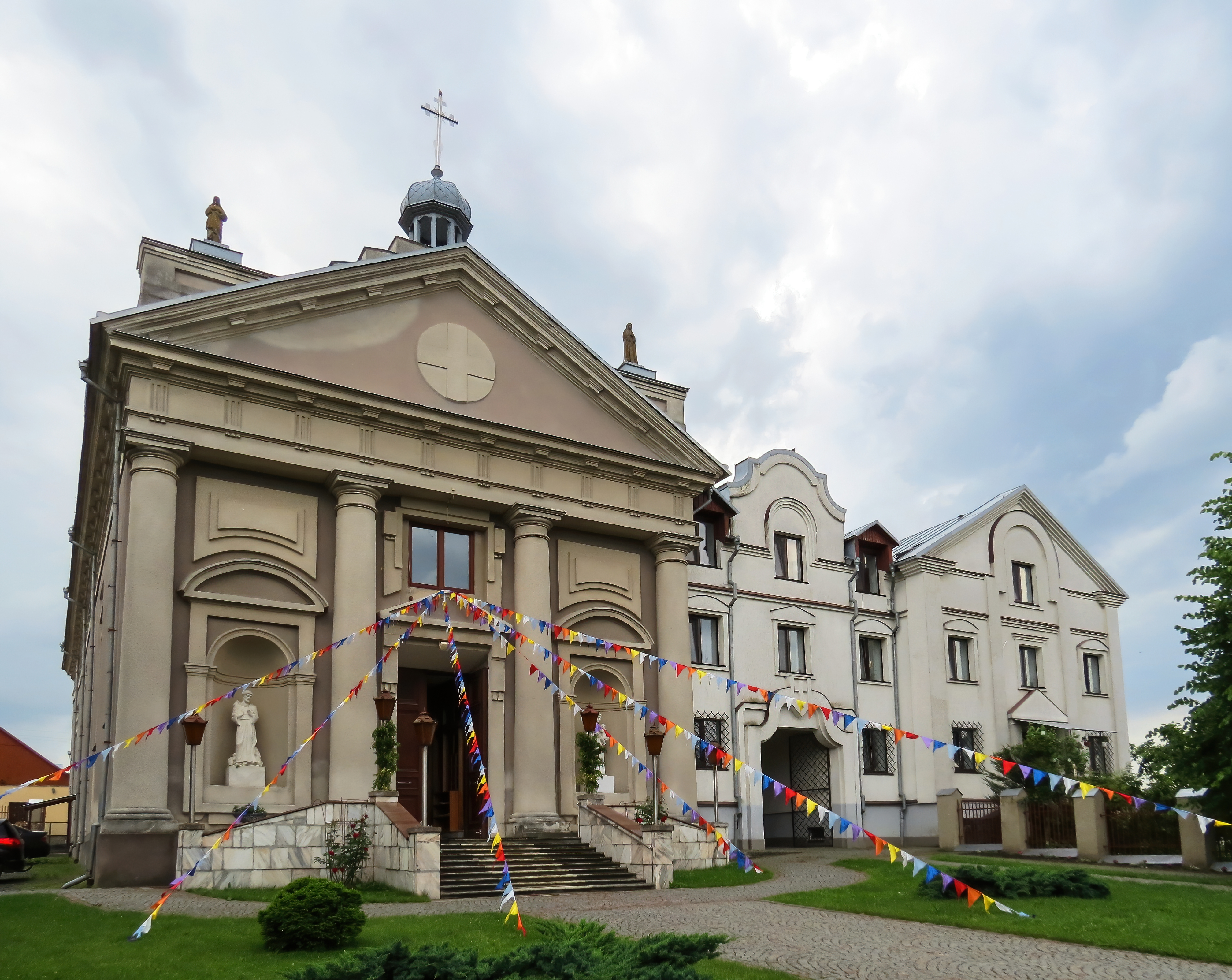
Kościół Serca Jezusa
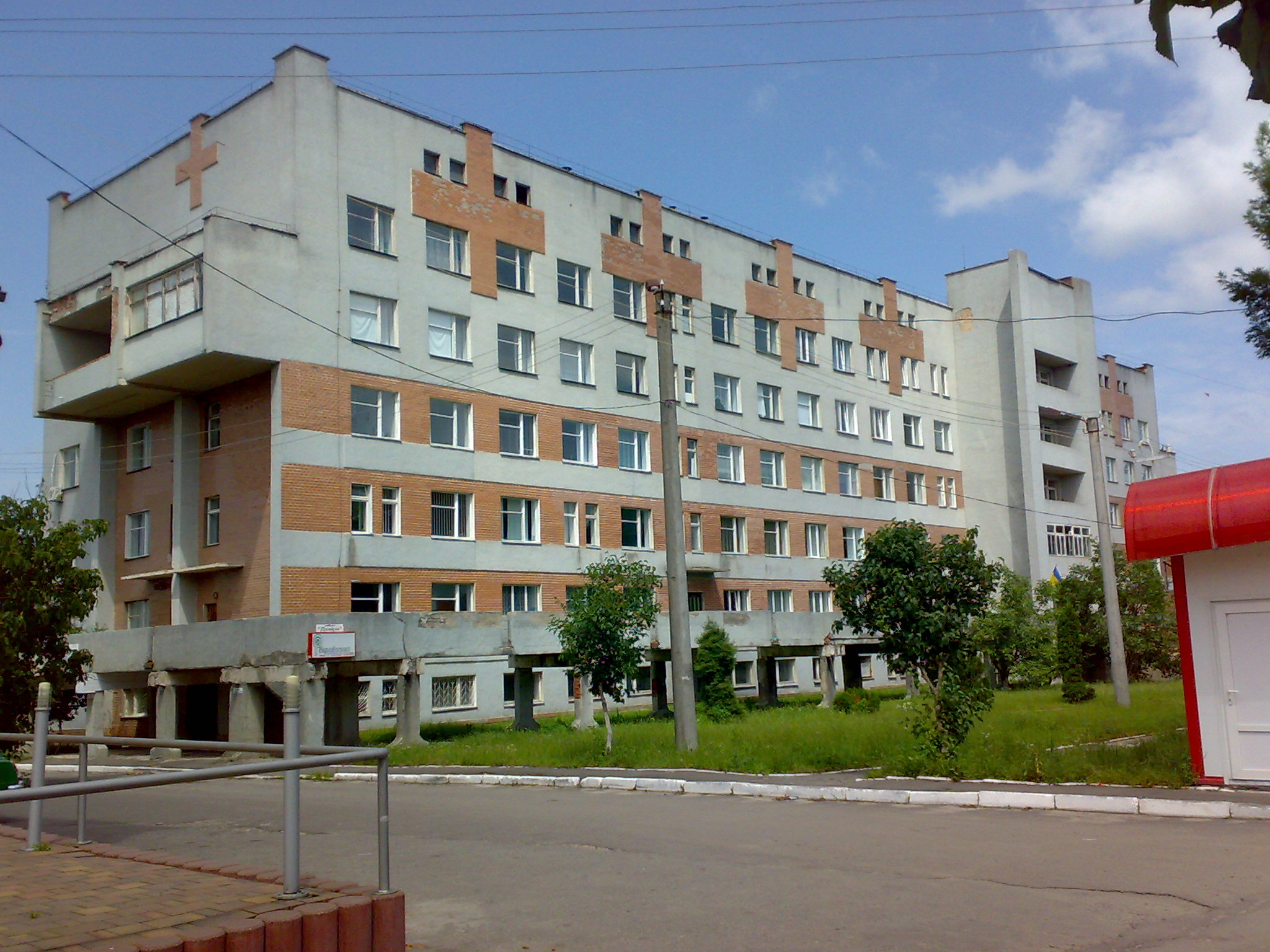
Szpital
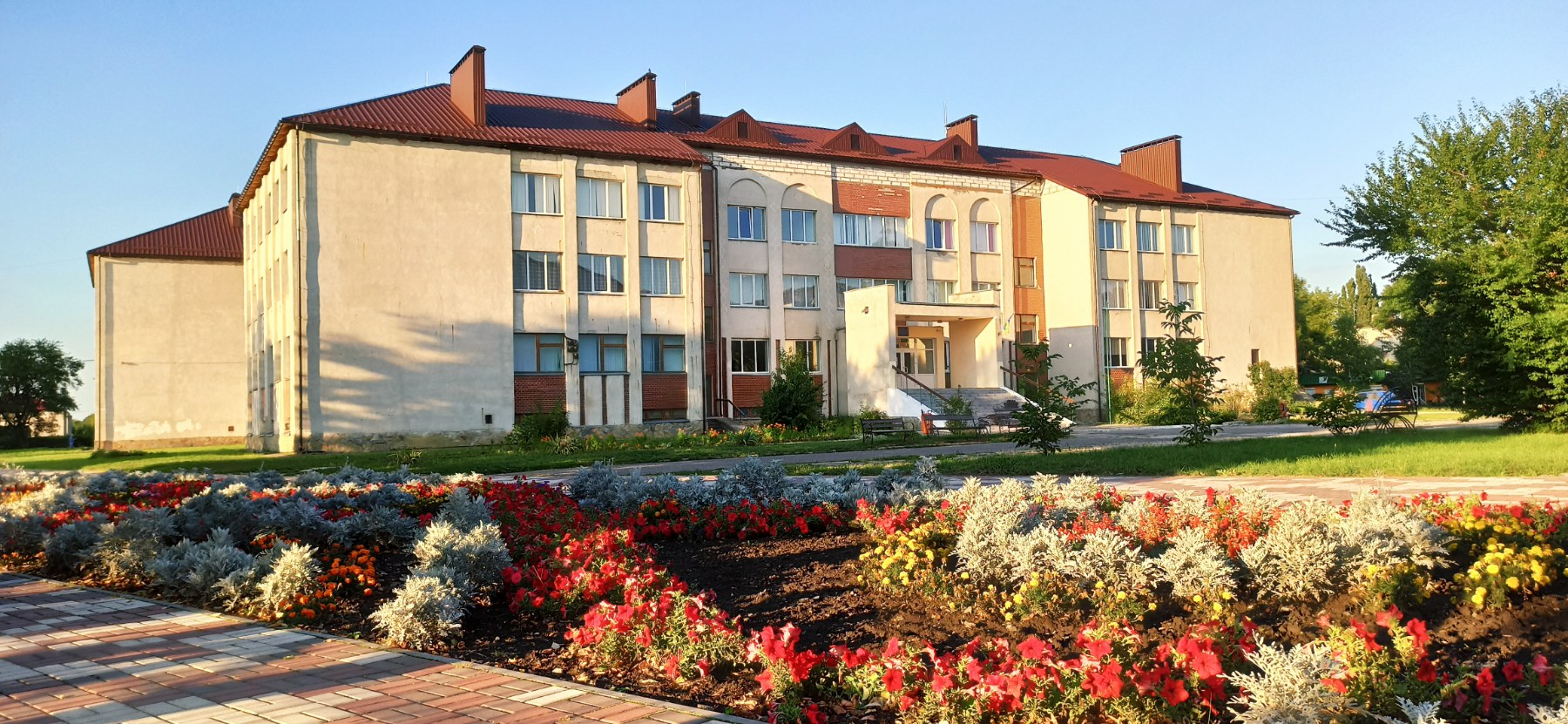
Szkoła
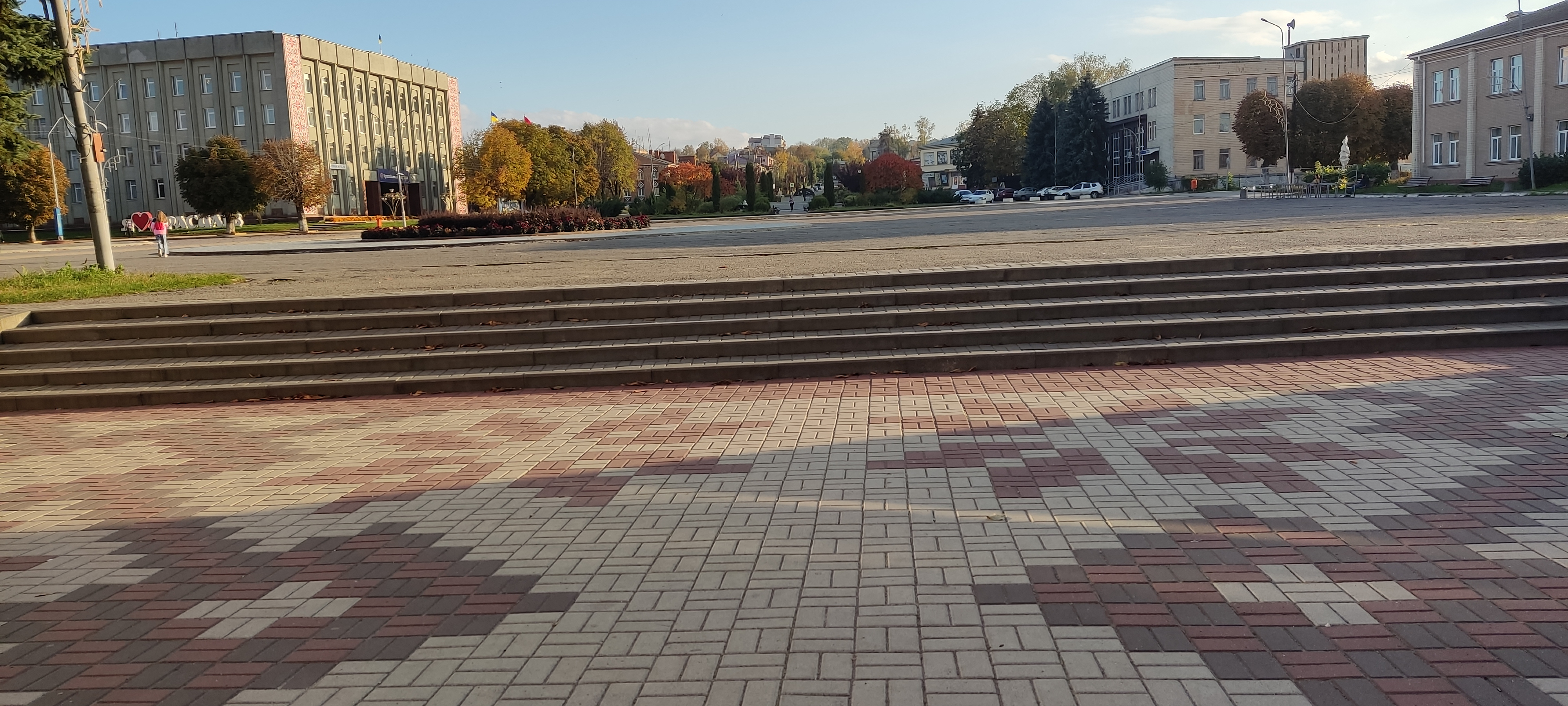
Plac centralny